# Puerto Aisén
Puerto Aisén är en ort i Chile.   Den ligger i provinsen Provincia de Aisén och regionen Región de Aisén, i den södra delen av landet, 1 300 km söder om huvudstaden Santiago de Chile. Puerto Aisén ligger 9 meter över havet och antalet invånare är 16 936.
Terrängen runt Puerto Aisén är varierad. Puerto Aisén är det största samhället i trakten. 
I omgivningarna runt Puerto Aisén växer i huvudsak blandskog. Trakten runt Puerto Aisén är nära nog obefolkad, med mindre än två invånare per kvadratkilometer.